# Victoria Pedretti
Victoria Pedretti (ur. 23 marca 1995 w Filadelfii) – amerykańska aktorka, która wystąpiła m.in. w filmie Pewnego razu... w Hollywood (2019) i serialach Nawiedzony dom na wzgórzu (2018) oraz Ty (2019).

## Filmografia

### Filmy
| Rok  | Tytuł                       | Rola            | Uwagi           |
| ---- | --------------------------- | --------------- | --------------- |
| 2014 | Sole                        |                 | krótkometr.     |
| 2014 | Uncovering Eden             | Edie            | krótkometr.     |
| 2019 | Pewnego razu... w Hollywood | Lulu            |                 |
| 2020 | Shirley                     | Katherine       |                 |
| 2020 | This Is Not A Love Letter   |                 | krótkometr.     |
| 2021 | Star-Crossed: The Film      | Heist Girl      |                 |
| 2023 | Origin                      | Irma Eckler     |                 |
| 2024 | Ponyboi                     | Angel           |                 |
| 2024 | Fall Risk                   | Dylan           | krótkometr.     |
| 2024 | Merci, Poppy                | Poppy           | krótkometr.     |
| 2024 | The Book of Jobs            | dorosła Claudia |                 |
|      | The Last Day                | Taylor          | w postprodukcji |
|      | Forbidden Fruits            |                 | w postprodukcji |

### Seriale
| Rok       | Tytuł                     | Rola                 | Uwagi                         |
| --------- | ------------------------- | -------------------- | ----------------------------- |
| 2018      | Nawiedzony dom na wzgórzu | Eleanor "Nell" Crain | w gł. obsadzie                |
| 2019–2023 | Ty                        | Love Quinn           | w gł. obsadzie                |
| 2020      | Amazing Stories           | Evelyn Porter        | odc. The Cellar               |
| 2020      | The Haunting of Bly Manor | Dani                 | 2 seria antologii; w gł. obs. |